# پارتون (یوتا)
پارتون (به انگلیسی: Partoun) یک منطقهٔ مسکونی در ایالات متحده آمریکا است که در شهرستان جواب، یوتا واقع شده‌است. پارتون ۱٬۴۶۳ متر بالاتر از سطح دریا واقع شده‌است.